# Enchomyia shewelli
Enchomyia shewelli là một loài ruồi trong họ Tachinidae.